# 가필드 (2004년 영화)
《가필드(Garfield)》는 짐 데이비스의 연재만화 《가필드》를 원작으로 제작된 2004년 영화이다. 영화에 등장하는 가필드는 컴퓨터 생성 이미지(CGI)로 제작되었으나, 다른 동물들은 실제 동물이 출연하였다.
피터 휴잇이 감독을 맡고, 20세기 폭스의 데이비스 엔터테인먼트에서 제작을 맡았다. 브레킨 메이어가 존 아버클, 제니퍼 러브 휴잇이 리즈 윌슨 역을 맡았으며, 빌 머레이가 가필드의 목소리를 맡았다.
속편 《가필드 2》는 2006년 6월 16일 개봉되었다.

## 반응
첫 주에 $21,727,611의 수입으로 4위에 올랐으며, 미국 내에서 총 $75,369,589의 수입을 올렸다.
로튼 토마토에서 13%의 토마토미터로 "로튼(Rotten)"의 평가를 받는 등, 평론가들에게는 일반적으로 부정적인 평가를 받았다.

## 등장인물
- 가필드 (성우 : 빌 머리)/(한국성우 : 김용만)
- 존 (배우 : 브레킨 마이어스)/(한국성우 : 김승준)